# 시와 진실

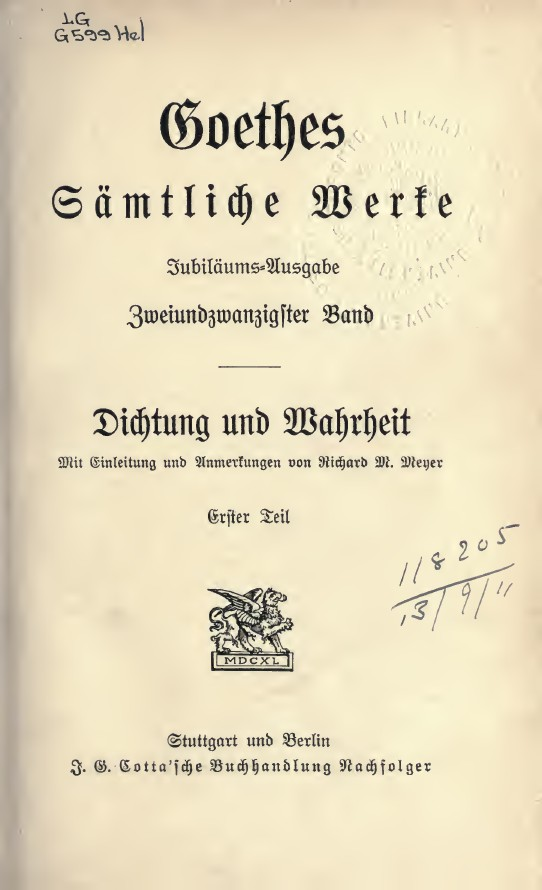
Dichtung und Wahrheit, 1903-1904

《시와 진실》(詩와 眞實, 독일어: Aus meinem Leben. Dichtung und Wahrheit))은 괴테의 자서전이다.  괴테의 탄생(1749)으로부터 바이마르로 출발(1775)하기까지의 기간을 다룬 자서전으로 60세에 이른 시인이 예술가로서의 자신을 그 중심 제재로 삼고 그의 특질의 싹틈·발효·개화·결실의 발자취를 돌이켜보며 기왕에 발표된 수다한 자기의 작품 사이의 맥락을 지어 주고 전체의 관련하에 자신의 유기적인 발전의 자취를 묘사하려고 한 것이다.  그러나 괴테는 이때 단순한 사실의 나열에 의해서가 아니라 사실의 핵심을 찌름으로써 그 의의를 밝히려는 목적으로 시의 요소를 집어넣었기 때문에 작품 전체는 고도의 진실을 전하는 뛰어난 문학작품이 되어 있다.